# Абиров, Жаныбек Болотбекович
Жаныбек Болотбекович Абиров (род. 22 декабря 1988, Фрунзе) — киргизский государственный деятель, депутат Жогорку Кенеша Кыргызской Республики VII созыва с 2021 по 2023 годы. 27 марта 2023 года он сдал мандат депутата из-за скандальной драки у ресторана, назвав себя недостойным должности.

## Образование
2006—2011 Кыргызско-Российский Славянский Университет
Специальность: Конституционное Право
2011—2014 Академия государственного управления при Президенте Кыргызской Республики
Специальность: Менеджмент в государственном и местном самоуправлении
Степень: Магистратура
В 2021 году поступил в аспирантуру в Кыргызско-Российский Славянский университет имени Б. Ельцина.
Тренинги, дополнительное образование:
2008—2009 International language school of English, San Francisco, California, USA

## Опыт работы
С 2015—2018 годы — коммерческий директор ОсОО «Восход и Ко»;
С 2016—2021 годы — депутат Бишкекского городского кенеша;
В 2018 году — заместитель председателя постоянной комиссии Бишкекского городского кенеша по бюджету и финансам;
2018—2021 годы — председатель Бишкекского городского кенеша;
29 декабря 2021 года избран депутатом Жогорку Кенеша Кыргызской Республики VII созыва по Ленинскому одномандатному округу № 26.
Женат, воспитывает троих детей.

###### Основатель Общественного Фонда «Абиров»
Основная деятельность фонда обучение школьников современным знаниям и развития молодого поколения как лидеров, а также благотворительность.

#### Жогорку Кенеш Кыргызской Республики
Со инициатор проекта Закона Кыргызской Республики «О волонтерской деятельности»,
Со инициатор проекта Закона Кыргызской Республики "О внесении изменений в Закон Кыргызской Республики «О гарантийных фондах в Кыргызской Республике».
Открыта общественная приемная для горожан адрес: улица Леваневского 87

#### Бишкекский городской кенеш
13 ноября состоялось заседание Президиума Архивная копия от 16 ноября 2018 на Wayback Machine Бишкекского городского кенеша под председательством Жаныбека Абирова.
В работе президиума приняли участие заместитель председателя, лидеры фракций, председатели постоянных комиссий горкенеша, мэр столицы и вице-мэры.
20 ноября состоялась ХХ сессия Бишкекского городского кенеша под председательством Жаныбека Абирова. Повестка] дня сессии состояла из 12 вопросов.
27 марта 2019 года в Мариинском дворце состоялась церемония подписания Меморандума Архивная копия от 29 марта 2019 на Wayback Machine о взаимопонимании между Бишкекским городским кенешем и Законодательным Собранием Санкт-Петербурга.